# Réserve indienne de Fort Mojave

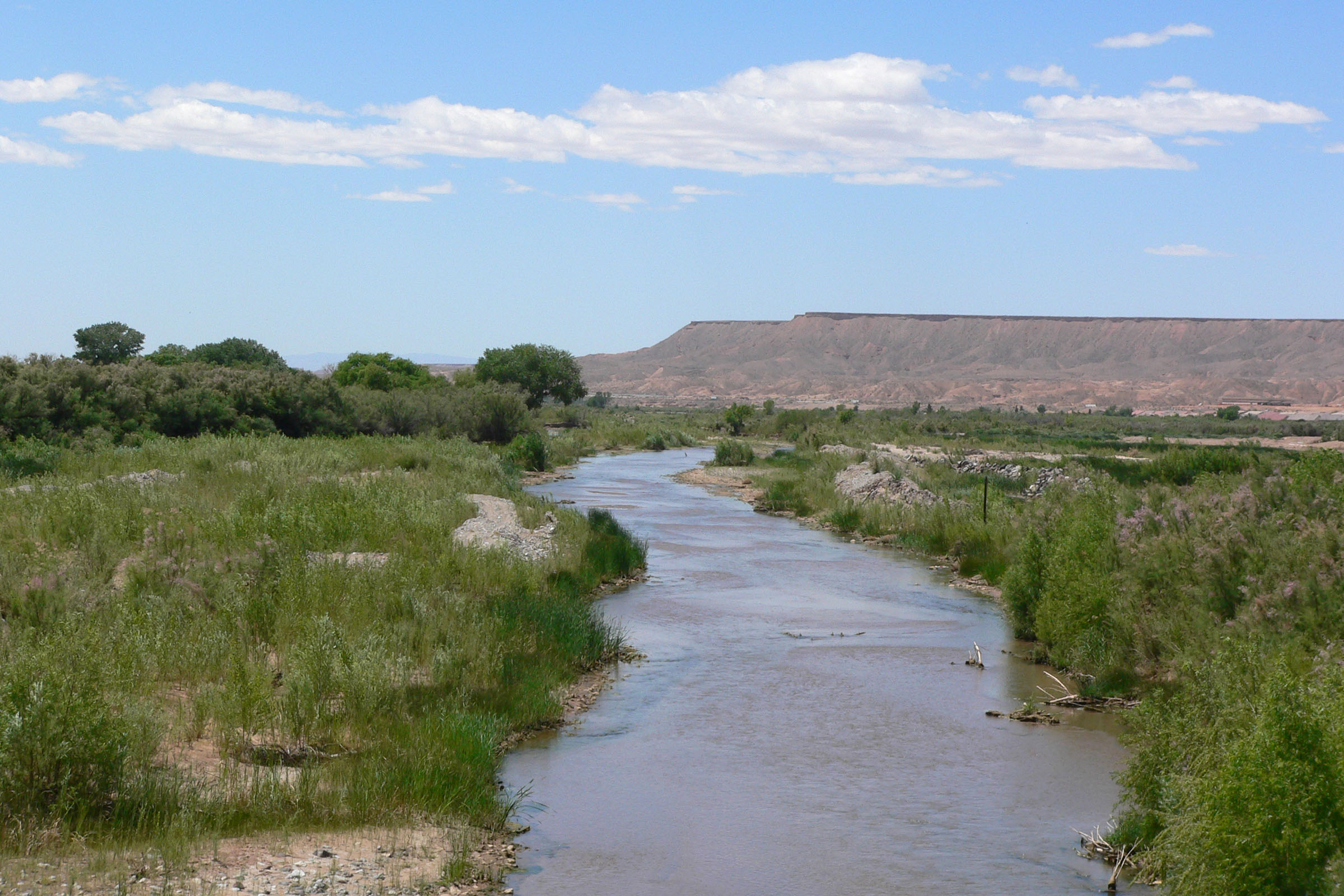
Rivière Virgin.

La réserve indienne de Fort Mohave est située le long du fleuve Colorado, qui englobe actuellement 95,79 km2 en Arizona, 51,12 km2 en Californie, et 22,59 km2 dans le Nevada. Établie à l'origine en 1870, la réserve abrite environ 1 100 membres de la tribu des Fort Mojaves (Arizona, Californie, et du Nevada), reconnue au niveau fédéral, une tribu de peuples Mohaves reconnue par le gouvernement fédéral.
Les Amérindiens occupent moins de 50 % de la réserve mohave. Les Mohaves ont loué une grande partie de leurs terres à des sociétés de production de coton, de maïs et de soja, qui emploient une importante population de résidents européens d'origine européenne et mexicaine.
Le site de l'ancien Fort Mohave, utilisé comme pensionnat entre 1890 et les années 1930, ainsi que le terminus est de la route de Mojave se trouvent dans la réserve indienne de Fort Mohave.

## Histoire
Ces terres ont été pendant des milliers d'années nourries par les cultures successives des peuples autochtones. La réserve indienne de Fort Mohave couvre des zones situées le long du fleuve Colorado des trois États adjacents de l’Arizona, de la Californie et du Nevada. Elle est également traversée sporadiquement par la rivière Mojave en Californie.
La réserve indienne de fort Mohave a été créée en 1870, plus de dix ans après la défaite de l'armée américaine par le peuple mohave. En 1890, le fort Mohave, situé dans les limites des réserves, fut transféré par le Département de la guerre au Bureau des affaires indiennes. Pendant des décennies et jusqu'au début des années 1930, il a exploité un pensionnat indien pour les étudiants amérindiens de Mohave et d'autres tribus, dans le cadre d'une assimilation des jeunes à la culture américaine. Ils furent contraints de parler en anglais et de se convertir au christianisme dès leur admission dans l'école. La propriété du fort fut délaissée en 1935, et les bâtiments qui symbolisaient une période douloureuse dans les relations avec les États-Unis, se sont progressivement délabrés.
En 1929, l'archéologue et paléontologue britannique Arthur Woodward du musée de Los Angeles Exposition Museum se rendit dans un ranch situé près de Victorville, en Californie. La propriété est située près de la rivière Mojave, fut achetée par Robert Turner en 1883. Woodward y trouva des poteries similaires à celles des "villes perdues" autochtones du Nevada, ainsi que d'anciennes tombes amérindiennes, estimant qu'elles dataient de plusieurs milliers d'années. 
En 1940, le descendant de Frank Turner, agriculteur a retrouvé des tombes amérindiennes en labourant ses terres, ignorant la découverte antérieure, il fit appel aux autorités, et deux députés furent mandatés pour identifier les corps qui auraient pu être ceux des pionniers. Une expertise ultérieure a confirmé qu'il d'agissait probablement d'anciens Amérindiens, car les dépouilles avaient été enterrées de manière rituelle.
Selon Frank, les corps étaient accroupis ou agenouillés, tous face à la rivière [Mohave], et ils portaient tous des colliers de perles autour du cou. Il y avait plus d'une vingtaine de corps. 
En 1950, un journaliste a déclaré que cette pratique funéraire était typique des peuples autochtones précédant les Païutes et les Shoshones.

## Économie
Les Mohaves ont loué des quantités considérables de terres réservées à des sociétés agricoles pour la culture de produits de base : soja, maïs et luzerne. De nombreux travailleurs américains blancs et mexicains vivent ici et moins de 50 % de la réserve est occupée par les Mohaves et autres Amérindiens.
Depuis 1995, la tribu exploite l'Avi Resort & Casino au Nevada. Le 20 octobre 2003, le gouvernement de la réserve a annoncé un accord entre la réserve et le gouverneur de Californie, Gray Davis, afin d'autoriser l'exploitation d'un casino à l'ouest de Needles, en Californie (directement de l'autre côté du fleuve Colorado depuis les terres réservées de la tribu, en Arizona).

## Revitalisation de la langue
Depuis 2012, le Center for Indian Education de l'Arizona State University a "animé" des ateliers pour les apprenants et les orateurs de la réserve indienne de Fort Mojave, dans le nord-ouest de l'Arizona, en Californie et au Nevada. Fort Mojave compte environ 22 anciens qui parlent un peu le mojave. Le projet réunit également des aînés et des jeunes pour leur enseigner les chants d'oiseaux traditionnels de Mojave.
Le travail de préservation de la langue de la poétesse Natalie Diaz sur la réservation a été présenté dans le PBS News Hour en mars 2012. Elle est inscrite dans la communauté indienne de Gila River.

## Communautés
- Village d'Arizona, Arizona (partie)
- Fort Mohave, Arizona (partie)
- Golden Shores, Arizona (partie)
- Ruisseau Mesquite, Arizona
- Vallée du Mohave, Arizona (partie, population 121)
- Mojave Ranch Estates, Arizona
- Aiguilles, Californie (partie, population 208)
- Willow Valley, Arizona (partie)

## Sources
- (en) Cet article est partiellement ou en totalité issu de l’article de Wikipédia en anglais intitulé « Fort Mojave Indian Reservation » (voir la liste des auteurs).